# Józef Gryf-Czajkowski
Józef Gryf-Czajkowski (ur. 6 listopada 1894, zm. 2 lutego 1934 w Toruniu) – szpieg działający przeciwko Polsce, porucznik Wojska Polskiego w stanie spoczynku, były oficer Oddziału II Sztabu Głównego, właściciel majątku Glinki w powiecie toruńskim.
W latach 1924–1931 Gryf-Czajkowski był żołnierzem wywiadu na placówce w Berlinie, gdzie został zwerbowany przez Abwehrę. W tym okresie agent wywiadu dostarczał Oddziałowi II Sztabu Głównego WP informacje wywiadowcze spreparowane przez Niemców. W 1931 roku został odwołany z placówki w Berlinie i przeniesiony w stan spoczynku.
Po demobilizacji Gryf-Czajkowski kontynuował działalność szpiegowską przeciwko Polsce, szantażowany przez Abwehrę. W grudniu 1933 roku wysłał na adres konspiracyjny Prezydium Policji w Gdańsku siedem filmów ze zdjęciami fotograficznymi tajnych polskich dokumentów wojskowych i obiektów strategicznych. Przesyłkę przejął referat kontrwywiadowczy Samodzielnego Referatu Informacyjnego Oddziału II Sztabu Głównego WP przy Dowództwie Okręgu Korpusu VIII w Toruniu, a Gryf-Czajkowski został aresztowany i 31 stycznia 1934 roku skazany na karę śmierci przez Sąd Okręgowy w Toruniu. Wyrok wykonano 2 lutego 1934 roku.
Aresztowanie Gryfa-Czajkowskiego odegrało ważną rolę w sprawie asa wywiadu majora Jerzego Sosnowskiego, najważniejszego wywiadowcę w Rzeszy Niemieckiej, gdyż Gryf-Czajkowski znał jego tożsamość i zdekonspirował go przed kontrwywiadem niemieckim.